# سیارک ۵۷۱۶
سیارک ۵۷۱۶ (به انگلیسی: 5716 Pickard، نامگذاری:1982UH) پنج هزار و هفتصد و شانزدهمین سیارک کشف شده‌است که در ۱۷ اکتبر ۱۹۸۲ کشف شد.
قدر مطلق سیارک برابر ۱۳٫۷۰ است.